# Grünhain-Beierfeld

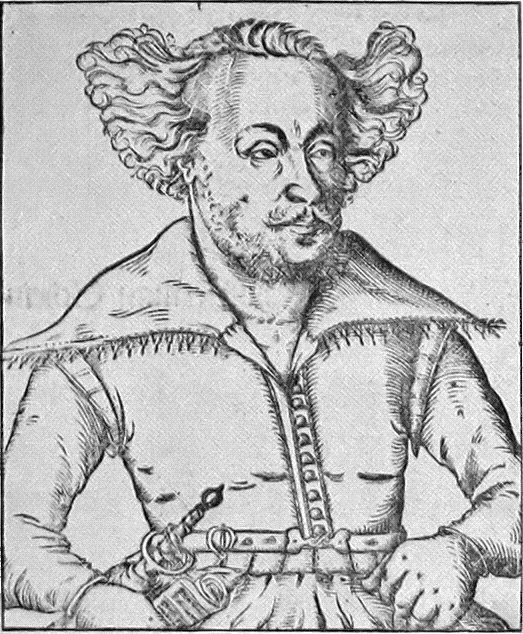
Johann Hermann Schein

Grünhain-Beierfeld es una ciudad situada en el distrito de los Montes Metálicos, en el estado federado de Sajonia (Alemania). Tiene una población estimada, a fines de septiembre de 2022, de 5712 habitantes.
Fue fundada el 1 de enero de 2005, cuando la ciudad de Grünhain se incorporó al municipio de Beierfeld.

## Personajes famosos
- Johann Hermann Schein (1586-1630), cantor y compositor del período barroco temprano.